# Alois Gföllner
Alois Gföllner (* 17. März 1928 in Micheldorf in Oberösterreich; † 10. Juni 2024 in Wels, Oberösterreich) war ein österreichischer Politiker (ÖVP). Gföllner war von 1979 bis 1982 Abgeordneter zum Nationalrat.

## Leben
Gföllner besuchte die Pflichtschule und war als Landarbeiter sowie als Arbeiter bei der Chemie Lenzing AG und der VÖEST-Alpine Montan AG tätig. Er war Abiturient der Arbeitermittelschule in Linz und studierte zudem vier Semester Rechtswissenschaft. Zuletzt arbeitete er als Geschäftsführer einer gemeinnützigen Wohnbauvereinigung.
Er vertrat die ÖVP von 1961 bis 1967 im Gemeinderat von Wels und war danach vom 17. November 1967 bis zum 8. Juli 1979 Abgeordneter zum Oberösterreichischen Landtag. Danach vertrat er die ÖVP vom 5. Juni 1979 bis zum 3. Dezember 1982 im Nationalrat. Sein Ausscheiden aus dem Nationalrat folgte auf einen Beschluss der ÖVP, demnach Spitzenmandatare die gleichzeitig in Wohnbauvereinen tätig sind aus diesen abberufen werden sollen. Gföllner legte daraufhin sein Nationalratsmandat nieder und verblieb Direktor der Gemeinnützigen Gesellschaft für Wohnungsbau. Zuvor wirkte er von 1964 bis 1970 als Arbeiterkammerrat, war Landessekretär des ÖAAB und ÖAAB-Hauptbezirksobmann in Wels. Zudem war er als ÖAAB-Landesorganisationsreferent und ÖVP-Organisationsreferent aktiv.
Er war Obmann des FC Union Wels.
Gföllner war ab 1958 verheiratet und Vater von drei Töchtern. Er war der Neffe des Linzer Bischofs Johannes Maria Gföllner.

## Auszeichnungen
- 1983: Großes Silbernes Ehrenzeichen für Verdienste um die Republik Österreich[2]